# 4a etapa del Tour de França de 2020
La 4a etapa del Tour de França de 2020 es va disputar dimarts 1 de setembre de 2020 entre Sisteron i l'estació d'esquí d'Orcières Merlette, sobre una distància de 157 quilòmetres.

## Recorregut
Els ciclistes van iniciar l'etapa a Sisteron, la ciutat a on havien arribat el dia anterior, amb una primera secció plana d'uns 60 quilòmetres, abans que el recorregut es tornes més dur. A partir d'aleshores, en els gairebé 100 quilòmetres restants, van haver superar 5 ascensions: el col du Festre (de 7,6 km al 5,3%), la côte de Corps (de 2,2 km al 6,3%), la côte de l'Aullagnier (3 km a les 6, 4%), la côte de Saint-Léger-les-Mélèzes (2,8 km al 6,8%) i per acabar, l'ascens a l'estació d'esquí d'Orcières-Merlette (7,1 km al 6,7%) classificada de primera categoria, on estava situada la línia de meta.

## Desenvolupament de l'etapa
De seguida que comença l'etapa 6 ciclistes formen una escapada: Tiesj Benoot, Alexis Vuillermoz, Krists Neilands, Nils Politt, Quentin Pacher i Mathieu Burgaudeau. L'escapada roda a bon ritme amb relleus constants de tots els seus integrants. Cap a la meitat de l'etapa els escapats arriben a assolir més de 4 minuts d'avantatge sobre el gran grup. El Jumbo-Visma pren el control del gran grup i comença a apropar-se als escapats. L'escapa arriba a l'esprint intermedi, on s'imposa Nils Politt per davant de Mathieu Burgaudeau, Tiesj Benoot, Quentin Pacher, Alexis Vuillermoz i Krists Neilands. Al gran grup, Sam Bennett s'imposa a Michael Morkov i Matteo Trentin, empatant a punts amb Peter Sagan a la classificació per punts.
Després de coronar la primera ascensió al col du Festre, de tercera categoria, Nils Politt, que es un gran baixador, agafa avantatge sobre la resta d'escapats, fet que obliga a la resta d'escapats a incrementar el ritme per tractar d'atrapar-lo, fet que té lloc uns quilòmetres més tard. Després de superar la segona ascensió del dia, Alexis Vuillermoz i Quentin Pacher atacan i deixen enrere la resta de companys d'escapada, fet que obliga a Nils Politt, a encapçalar el grup perseguidor, pensant en les opcions del seu company d'equip Krists Neilands. Per darrere, el Jumbo-Visma imposa un ritme elevat i va retallant la distància amb el grup davanter. Els 6 escapats, de nou junts, superen la tercera ascensió del dia i en el descens Tiesj Benoot pateix una caiguda. Poc abans del quart ascens, cedeix Politt i poc després Burgaudeau, deixant en solitari a Vuillermoz, Pacher i Neilands, que ataca al principi de la quarta ascensió coronant el cim en solitari amb 1'30'' sobre el gran grup, que es segueix apropant als escapats.
Finalment a menys de 10 quilòmetres de la línia de meta, el gran grup atrapa Vuillermoz i Parchar i posteriorment a Neilands, al principi de l'última ascensió del dia. A menys de 5 quilòmetres ataca Pierre Rolland, que es neutralitzat poc després. El gran grup, amb tots els favorits de la classificació general, liderat pel Jumbo-Visma imposa un ritme molt elevat per impedir qualsevol atac. A 600 metres de meta, Guillaume Martin intentat la victòria d'etapa. El campió eslovè Primož Roglič i la resta de favorits responen a l'atac i la victòria es disputa a l'esprint, amb victòria per Roglič, seguit del seu compatriota Tadej Pogačar i del francès Guillaume Martin. De la resta de favorits, Emanuel Buchmann i Enric Mas concedeixen 9 segons, Richard Carapaz, Daniel Martinez i el campió colombià Sergio Higuita 28 segons, i el suís Marc Hirschi 38 segons.
La classificació per punts la lideren Sam Bennett i Peter Sagan amb els mateixos punts, però aquest últim va mantenir el mallot verd gràcies a estar millor situat a la Classificació general. Julian Alaphilippe va conservar el mallot groc, 4 segons per davant de Simon Yates, 7 per sobre Primož Roglič, 11 per sobre del nou millor jove Tadej Pogačar, 13 per sobre Guillaume Martin i 17 d'un grup d'11 ciclistes.

## Resultats de l'etapa

### Classificació de l'etapa[3]
| \| Classificació de l'etapa \| Classificació de l'etapa \| Classificació de l'etapa \| Classificació de l'etapa \| Classificació de l'etapa \| \| Corredor \| Corredor \| Equip \| Temps \| \| \| ------------------------ \| ------------------------- \| ------------------------ \| ------------------------ \| ------------------------ \| \| 1r \| Primož Roglič \| Jumbo-Visma \| 4h 07' 47" \| \| \| 2n \| Tadej Pogačar \| UAE Team Emirates \| + 0" \| \| \| 3r \| Guillaume Martin \| Cofidis \| + 0" \| \| \| 4t \| Nairo Quintana Rojas \| Arkéa-Samsic \| + 0" \| \| \| 5è \| Julian Alaphilippe \| Deceuninck-Quick Step \| + 0" \| \| \| 6è \| Miguel Ángel López Moreno \| Astana \| + 0" \| \| \| 7è \| Egan Bernal Gómez \| Ineos Grenadiers \| + 0" \| \| \| 8è \| Thibaut Pinot \| Groupama-FDJ \| + 0" \| \| \| 9è \| Mikel Landa Meana \| Bahrain McLaren \| + 0" \| \| \| 10è \| Adam Yates \| Mitchelton-Scott \| + 0" \| \| |                           |                       |            |
| |                           |                       |            |
| Font: ProCyclingStats |                           |                       |            |
| Classificació de l'etapa |                           |                       |            |
| Corredor | Corredor                  | Equip                 | Temps      |
| 1r | Primož Roglič             | Jumbo-Visma           | 4h 07' 47" |
| 2n | Tadej Pogačar             | UAE Team Emirates     | + 0"       |
| 3r | Guillaume Martin          | Cofidis               | + 0"       |
| 4t | Nairo Quintana Rojas      | Arkéa-Samsic          | + 0"       |
| 5è | Julian Alaphilippe        | Deceuninck-Quick Step | + 0"       |
| 6è | Miguel Ángel López Moreno | Astana                | + 0"       |
| 7è | Egan Bernal Gómez         | Ineos Grenadiers      | + 0"       |
| 8è | Thibaut Pinot             | Groupama-FDJ          | + 0"       |
| 9è | Mikel Landa Meana         | Bahrain McLaren       | + 0"       |
| 10è | Adam Yates                | Mitchelton-Scott      | + 0"       |

### Punts obtinguts
|    | Ciclista             | Pais       | Equip                            | Segons |
| -- | -------------------- | ---------- | -------------------------------- | ------ |
| 1  | Nils Politt          | Alemanya   | Israel Start-Up Nation           | 20     |
| 2  | Mathieu Burgaudeau   | França     | Total Direct Énergie             | 17     |
| 3  | Tiesj Benoot         | Bèlgica    | Team Sunweb                      | 15     |
| 4  | Quentin Pacher       | França     | B&B Hotels-Vital Concept p/b KTM | 13     |
| 5  | Alexis Vuillermoz    | França     | AG2R La Mondiale                 | 11     |
| 6  | Krists Neilands      | Letònia    | Israel Start-Up Nation           | 10     |
| 7  | Sam Bennett          | Irlanda    | Deceuninck-Quick Step            | 9      |
| 8  | Michael Mørkøv       | Dinamarca  | Deceuninck-Quick Step            | 8      |
| 9  | Matteo Trentin       | Itàlia     | CCC                              | 7      |
| 10 | Bryan Coquard        | França     | B&B Hotels-Vital Concept p/b KTM | 6      |
| 11 | Giacomo Nizzolo      | Itàlia     | NTT Pro Cycling                  | 5      |
| 12 | Peter Sagan          | Eslovàquia | Bora-Hansgrohe                   | 4      |
| 13 | Alexander Kristoff   | Noruega    | UAE Team Emirates                | 3      |
| 14 | Niccolò Bonifazio    | Itàlia     | Total Direct Énergie             | 2      |
| 15 | Maximilian Walscheid | Alemanya   | NTT Pro Cycling                  | 1      |

|    | Ciclista           | Pais          | Equip                 | Segons |
| -- | ------------------ | ------------- | --------------------- | ------ |
| 1  | Primož Roglič      | Eslovènia     | Team Jumbo-Visma      | 30     |
| 2  | Tadej Pogačar      | Eslovènia     | UAE Team Emirates     | 25     |
| 3  | Guillaume Martin   | França        | Cofidis               | 22     |
| 4  | Nairo Quintana     | Colòmbia      | Arkéa-Samsic          | 19     |
| 5  | Julian Alaphilippe | França        | Deceuninck-Quick Step | 17     |
| 6  | Miguel Ángel López | Colòmbia      | Astana Pro Team       | 15     |
| 7  | Egan Bernal        | Colòmbia      | Ineos Grenadiers      | 13     |
| 8  | Thibaut Pinot      | França        | Groupama-FDJ          | 11     |
| 9  | Mikel Landa        | Espanya       | Bahrain-McLaren       | 9      |
| 10 | Adam Yates         | Regne Unit    | Mitchelton-Scott      | 7      |
| 11 | Tom Dumoulin       | Països Baixos | Jumbo-Visma           | 6      |
| 12 | Esteban Chaves     | Colòmbia      | Mitchelton-Scott      | 5      |
| 13 | Bauke Mollema      | Països Baixos | Trek-Segafredo        | 4      |
| 14 | Richie Porte       | Austràlia     | Trek-Segafredo        | 3      |
| 15 | Rigoberto Urán     | Colòmbia      | EF Pro Cycling        | 2      |

### Bonificacions
|   | Ciclista         | Pais      | Equip             | Segons |
| - | ---------------- | --------- | ----------------- | ------ |
| 1 | Primož Roglič    | Eslovènia | Team Jumbo-Visma  | 10     |
| 2 | Tadej Pogačar    | Eslovènia | UAE Team Emirates | 6      |
| 3 | Guillaume Martin | França    | Cofidis           | 4      |

### Ports puntuables
|   | Ciclista       | Pais     | Equip                            | Segons |
| - | -------------- | -------- | -------------------------------- | ------ |
| 1 | Quentin Pacher | França   | B&B Hotels-Vital Concept p/b KTM | 2      |
| 2 | Nils Politt    | Alemanya | Israel Start-Up Nation           | 1      |

|   | Ciclista       | Pais   | Equip                            | Segons |
| - | -------------- | ------ | -------------------------------- | ------ |
| 1 | Quentin Pacher | França | B&B Hotels-Vital Concept p/b KTM | 1      |

|   | Ciclista       | Pais     | Equip                            | Segons |
| - | -------------- | -------- | -------------------------------- | ------ |
| 1 | Quentin Pacher | França   | B&B Hotels-Vital Concept p/b KTM | 2      |
| 2 | Nils Politt    | Alemanya | Israel Start-Up Nation           | 1      |

|   | Ciclista        | Pais    | Equip                            | Segons |
| - | --------------- | ------- | -------------------------------- | ------ |
| 1 | Krists Neilands | Letònia | Israel Start-Up Nation           | 2      |
| 2 | Quentin Pacher  | França  | B&B Hotels-Vital Concept p/b KTM | 1      |

|   | Ciclista           | Pais      | Equip                 | Segons |
| - | ------------------ | --------- | --------------------- | ------ |
| 1 | Primož Roglič      | Eslovènia | Team Jumbo-Visma      | 10     |
| 2 | Tadej Pogačar      | Eslovènia | UAE Team Emirates     | 8      |
| 3 | Guillaume Martin   | França    | Cofidis               | 6      |
| 4 | Nairo Quintana     | Colòmbia  | Arkéa-Samsic          | 4      |
| 5 | Julian Alaphilippe | França    | Deceuninck-Quick Step | 2      |
| 6 | Miguel Ángel López | Colòmbia  | Astana Pro Team       | 1      |

### Premi de la combativitat
- Krists Neilands (Israel Start-Up Nation)

## Classificacions al final de l'etapa

### Classificació general[3]
| \| Classificació general \| Classificació general \| Classificació general \| Classificació general \| Classificació general \| \| Corredor \| Corredor \| Equip \| Temps \| \| \| --------------------- \| ------------------------- \| --------------------- \| --------------------- \| --------------------- \| \| 1r \| Julian Alaphilippe \| Deceuninck-Quick Step \| 18h 07' 04" \| \| \| 2n \| Adam Yates \| Mitchelton-Scott \| + 4" \| \| \| 3r \| Primož Roglič \| Jumbo-Visma \| + 7" \| \| \| 4t \| Tadej Pogačar \| UAE Team Emirates \| + 11" \| \| \| 5è \| Guillaume Martin \| Cofidis \| + 13" \| \| \| 6è \| Egan Bernal Gómez \| Ineos Grenadiers \| + 17" \| \| \| 7è \| Tom Dumoulin \| Jumbo-Visma \| + 17" \| \| \| 8è \| Esteban Chaves Rubio \| Mitchelton-Scott \| + 17" \| \| \| 9è \| Nairo Quintana Rojas \| Arkéa-Samsic \| + 17" \| \| \| 10è \| Miguel Ángel López Moreno \| Astana \| + 17" \| \| |                           |                       |             |
| |                           |                       |             |
| Font: ProCyclingStats |                           |                       |             |
| Classificació general |                           |                       |             |
| Corredor | Corredor                  | Equip                 | Temps       |
| 1r | Julian Alaphilippe        | Deceuninck-Quick Step | 18h 07' 04" |
| 2n | Adam Yates                | Mitchelton-Scott      | + 4"        |
| 3r | Primož Roglič             | Jumbo-Visma           | + 7"        |
| 4t | Tadej Pogačar             | UAE Team Emirates     | + 11"       |
| 5è | Guillaume Martin          | Cofidis               | + 13"       |
| 6è | Egan Bernal Gómez         | Ineos Grenadiers      | + 17"       |
| 7è | Tom Dumoulin              | Jumbo-Visma           | + 17"       |
| 8è | Esteban Chaves Rubio      | Mitchelton-Scott      | + 17"       |
| 9è | Nairo Quintana Rojas      | Arkéa-Samsic          | + 17"       |
| 10è | Miguel Ángel López Moreno | Astana                | + 17"       |

### Classificació per punts
| Classificació per punts | Classificació per punts | Classificació per punts          | Classificació per punts | Classificació per punts |
| Corredor                | Corredor                | Equip                            | Punts                   |                         |
| ----------------------- | ----------------------- | -------------------------------- | ----------------------- | ----------------------- |
| 1r                      | Peter Sagan             | Bora-Hansgrohe                   | 83 pts                  |                         |
| 2n                      | Sam Bennett             | Deceuninck-Quick Step            | 83 pts                  |                         |
| 3r                      | Alexander Kristoff      | UAE Team Emirates                | 80 pts                  |                         |
| 4t                      | Matteo Trentin          | CCC Team                         | 61 pts                  |                         |
| 5è                      | Giacomo Nizzolo         | NTT Pro Cycling                  | 51 pts                  |                         |
| 6è                      | Caleb Ewan              | Lotto-Soudal                     | 50 pts                  |                         |
| 7è                      | Julian Alaphilippe      | Deceuninck-Quick Step            | 47 pts                  |                         |
| 8è                      | Bryan Coquard           | B&B Hotels-Vital Concept p/b KTM | 43 pts                  |                         |
| 9è                      | Tadej Pogačar           | UAE Team Emirates                | 36 pts                  |                         |
| 10è                     | Cees Bol                | Team Sunweb                      | 32 pts                  |                         |

### Classificació de la muntanya
| Classificació de la muntanya | Classificació de la muntanya | Classificació de la muntanya     | Classificació de la muntanya | Classificació de la muntanya |
| Corredor                     | Corredor                     | Equip                            | Punts                        |                              |
| ---------------------------- | ---------------------------- | -------------------------------- | ---------------------------- | ---------------------------- |
| 1r                           | Benoît Cosnefroy             | AG2R La Mondiale                 | 21 pts                       |                              |
| 2n                           | Michael Gogl                 | NTT Pro Cycling                  | 12 pts                       |                              |
| 3r                           | Primož Roglič                | Jumbo-Visma                      | 10 pts                       |                              |
| 4t                           | Tadej Pogačar                | UAE Team Emirates                | 8 pts                        |                              |
| 5è                           | Quentin Pacher               | B&B Hotels-Vital Concept p/b KTM | 6 pts                        |                              |
| 6è                           | Guillaume Martin             | Cofidis                          | 6 pts                        |                              |
| 7è                           | Kasper Asgreen               | Deceuninck-Quick Step            | 6 pts                        |                              |
| 8è                           | Toms Skujiņš                 | Trek-Segafredo                   | 6 pts                        |                              |
| 9è                           | Nicolas Roche                | Team Sunweb                      | 5 pts                        |                              |
| 10è                          | Nairo Quintana Rojas         | Arkéa-Samsic                     | 4 pts                        |                              |

### Classificació del millor jove
| Classificació del millor jove | Classificació del millor jove | Classificació del millor jove | Classificació del millor jove | Classificació del millor jove |
| Corredor                      | Corredor                      | Equip                         | Temps                         |                               |
| ----------------------------- | ----------------------------- | ----------------------------- | ----------------------------- | ----------------------------- |
| 1r                            | Tadej Pogačar                 | UAE Team Emirates             | 18h 07' 15"                   |                               |
| 2n                            | Egan Bernal Gómez             | Ineos Grenadiers              | + 6"                          |                               |
| 3r                            | Enric Mas Nicolau             | Movistar Team                 | + 15"                         |                               |
| 4t                            | Sergio Higuita García         | EF Pro Cycling                | + 34"                         |                               |
| 5è                            | Marc Hirschi                  | Team Sunweb                   | + 34"                         |                               |
| 6è                            | Daniel Martínez Poveda        | EF Pro Cycling                | + 4' 10"                      |                               |
| 7è                            | Harold Tejada                 | Astana                        | + 7' 51"                      |                               |
| 8è                            | Niklas Eg                     | Trek-Segafredo                | + 12' 07"                     |                               |
| 9è                            | Lennard Kämna                 | Bora-Hansgrohe                | + 14' 22"                     |                               |
| 10è                           | Neilson Powless               | EF Pro Cycling                | + 17' 55"                     |                               |

### Classificació per equips
| Classificació per equips | Classificació per equips | Classificació per equips | Classificació per equips |
| Equip                    | Equip                    | Temps                    |                          |
| ------------------------ | ------------------------ | ------------------------ | ------------------------ |
| 1r                       | EF Pro Cycling           | 54h 22' 46"              |                          |
| 2n                       | Trek-Segafredo           | + 32"                    |                          |
| 3r                       | Jumbo-Visma              | + 40"                    |                          |
| 4t                       | Bahrain McLaren          | + 1' 51"                 |                          |
| 5è                       | Ineos Grenadiers         | + 2' 13"                 |                          |
| 6è                       | Movistar Team            | + 2' 14"                 |                          |
| 7è                       | UAE Team Emirates        | + 3' 38"                 |                          |
| 8è                       | Astana                   | + 3' 47"                 |                          |
| 9è                       | Groupama-FDJ             | + 4' 52"                 |                          |
| 10è                      | AG2R La Mondiale         | + 6' 15"                 |                          |

## Abandons
- Sense cap abandó.